# Whatever (Aimee Mann-album)
Az 1993-as Whatever Aimee Mann debütáló nagylemeze. Az album szerepel az 1001 lemez, amit hallanod kell, mielőtt meghalsz könyvben. Az I've Had It dal szerepel Nick Hornby 31 Songs könyvében.

## Az album dalai
|     | Cím                        | Szerző(k)                                                | Hossz |
| --- | -------------------------- | -------------------------------------------------------- | ----- |
| 1.  | I Should've Known          | Aimee Mann                                               | 4:53  |
| 2.  | Fifty Years After the Fair | Mann                                                     | 3:46  |
| 3.  | 4th of July                | Mann                                                     | 3:21  |
| 4.  | Could've Been Anyone       | szöveg Mann; zene Mann, Jules Shear, Marty Willson-Piper | 4:23  |
| 5.  | Put Me on Top              | Mann                                                     | 3:28  |
| 6.  | Stupid Thing               | Mann, Jon Brion                                          | 4:27  |
| 7.  | Say Anything               | Mann, Brion                                              | 4:57  |
| 8.  | Jacob Marley's Chain       | Mann                                                     | 3:01  |
| 9.  | Mr. Harris                 | Mann                                                     | 4:05  |
| 10. | I Could Hurt You Now       | Mann                                                     | 4:17  |
| 11. | I Know There's a Word      | Mann, Brion                                              | 3:16  |
| 12. | I've Had It                | Mann                                                     | 4:42  |
| 13. | Way Back When              | Mann                                                     | 4:05  |
| 14. | Nothing                    | Mann                                                     | 0:09  |

## Helyezések

### Album
| Év   | Lista         | Helyezés |
| ---- | ------------- | -------- |
| 1993 | Heatseekers   | 3        |
| 1993 | Billboard 200 | 127      |

### Kislemezek
| Év   | Kislemez          | Lista              | Helyezés |
| ---- | ----------------- | ------------------ | -------- |
| 1993 | I Should've Known | Modern Rock Tracks | 16       |

## Közreműködők
- Aimee Mann – ének, akusztikus gitár, mellotron, mellotron, orgona
- Michael Hausman – dob, ütőhangszerek
- Jon Brion – basszusgitár, elektromos gitár, zongora, Chamberlin, optigan, hammond orgon, toy piano, marimba, pipes, pump orgona, vibrafon, glockenspiel, csörgődob, mellotron, dob, vokál
- Buddy Judge – akusztikus gitár, vokál, síp
- Randy Brion – harsona
- Jim Keltner – dob

## Fordítás
Ez a szócikk részben vagy egészben a Whatever (Aimee Mann album) című angol Wikipédia-szócikk ezen változatának fordításán alapul.  Az eredeti cikk szerkesztőit annak laptörténete sorolja fel. Ez a jelzés csupán a megfogalmazás eredetét és a szerzői jogokat jelzi, nem szolgál a cikkben szereplő információk forrásmegjelöléseként.